# Andrew Rehfeld
Andrew Rehfeld (Belmore, 28 de dezembro de 1965) é um cientista político americano que atua como o 10º e atual presidente do Hebrew Union College - Instituto Judaico de Religião, onde também é professor de pensamento político. A sua investigação centrou-se principalmente nos conceitos e na história da representação política; explorar como o desenho institucional e a reforma (por exemplo, de votação, redistritamento e qualificações para cargos) podem fortalecer a democracia e promover a justiça.

## Educação
Rehfeld se formou magna cum laude pela Universidade de Rochester, em 1989 com bacharelado em filosofia e foi introduzido na Phi Beta Kappa . Em 1994, obteve o título de Mestre em Políticas Públicas pela Harris School of Public Policy da Universidade de Chicago . Ele obteve seu doutorado. em ciências políticas na Universidade de Chicago Universidade de Chicago, em 2000, sob a direção de Cass Sunstein (presidente), Charles Larmore e Susan Stokes.

## Carreira
Após sua graduação na Universidade de Rochester, em 1989, começou uma carreira no serviço comunitário judaico, trabalhando para a União para o Judaísmo Reformista em Nova Jersey, e servindo com o Rabino Leon Morris em Mumbai, Índia e Europa Oriental como parte do Corpo de Serviço Judaico do Comitê Conjunto de Distribuição Judaica Americana .
De 2001 à 2019, Rehfeld foi membro do corpo docente da Universidade de Washington em St. Louis, onde ocupou um cargo primário no departamento de ciência política e atuou como diretor de estudos de graduação, no ano de 2007 à 2010. Ocupou cargos secundários em Pensamento e Análise Social, Estudos Americanos e um cargo de cortesia em Direito. Ele recebeu uma bolsa Fulbright em 2011 e ocupou cargos de professor visitante na Universidade de Chicago e na Libera Università Internazionale degli Studi Sociali "Guido Carli" (LUISS) em Roma. Em 2002, Rehfeld fundou e dirigiu o workshop interdisciplinar sobre política, ética e sociedade (WPES) na Universidade de Washington em St.
Em 2012, Rehfeld foi nomeado o 12º presidente e CEO da Federação Judaica de St. Louis, servindo até 2019. Ele reorientou a instituição para uma abordagem colaborativa de desenvolvimento comunitário, e lançou com sucesso uma campanha para reconstruir o Museu do Holocausto St. Louis Kaplan Feldman.

## Presidência do Hebrew Union College
Rehfeld foi eleito o 10º presidente do Hebrew Union College - Instituto Judaico de Religião em dezembro de 2018 e começou a servir em abril de 2019. Uma cerimônia formal de inauguração foi realizada no histórico Templo de Plum Street em Cincinnati, OH, agora Templo de Isaac M. Wise, em 27 de outubro de 2019. Rehfeld é o primeiro leigo (não rabino) a ocupar o cargo. No seu discurso inaugural, o Presidente Rehfeld declarou: “O HUC impulsiona o desenvolvimento de ideias e liderança que fortalecem a Esfera Pública Judaica: as instituições que formam a tela da vida comunitária sobre a qual nós, como povo, concretizamos os nossos valores colectivos para servir o Bem mais elevado e o Santo, e conduza nosso mundo à Justiça.” Refletindo sobre a mudança da comunidade judaica, ele observou: “As nossas comunidades judaicas estão a tornar-se muito mais diversificadas do que no passado. Somos multirraciais; inter-religioso; interdenominacional; não-denominacional; intergênero; interorientado; multiideológico. Devemos preparar nossos alunos para liderar comunidades que nem sempre estão prontas para abraçar essa mudança.” 
Em parceria com o Conselho de Governadores do HUC-JIR, Rehfeld está liderando um processo de planejamento estratégico focado em cinco objetivos principais: promover a excelência educacional, fortalecer o apoio aos estudantes, aumentar nosso impacto, alcançar a sustentabilidade fiscal e garantir uma cultura sagrada e respeitosa. Ele declarou: “Estamos planejando um futuro significativo e sustentável – um futuro onde o Judaísmo prospere por causa dos líderes extraordinários que criamos. Nós estamos num cruzamento. Reconhecemos que a mudança é inevitável e acolhemo-la com satisfação. Nossa visão e determinação garantirão nosso promissor futuro judaico.” 
Rehfeld é um defensor ferrenho de ambientes sagrados e respeitosos no HUC-JIR, afirmando: “Devemos continuar a combater todos os abusos de poder, preconceitos e discriminação, inclusive com base em raça, religião, gênero, orientação sexual, identidade de gênero, deficiência física ou mental, origem nacional e outras características pessoais importantes. É nossa sagrada responsabilidade criar um ambiente seguro e respeitoso no Colégio-Instituto, reconhecendo que todos nós, em toda a nossa diversidade, fomos criados b'tzelem Elohim, à imagem de Deus.” Sob sua liderança, ele iniciou duas revisões significativas da cultura no HUC, incluindo liderar o Conselho do HUC-JIR para se envolver em um processo de reconciliação, que resultou como um primeiro passo para o histórico Relatório de Investigação Morgan Lewis de novembro de 2022.
Rehfeld está profundamente comprometido com o ambiente acadêmico como um local para promover conversas difíceis, conforme articulado em seu Discurso de Convocação de 2009 na Universidade de Washington.
Ele escreveu amplamente sobre questões de justiça social e valores éticos judaicos, os desafios da pandemia, e a educação no seminário. Ele deu palestras sobre judaísmo liberal e sionismo e o futuro da educação no seminário, e defendeu o compromisso do HUC-JIR com Israel e os programas do campus de Jerusalém que treinam clérigos reformistas israelenses e educadores pluralistas, promovendo a tolerância e a compreensão entre educadores judeus, muçulmanos e cristãos em Jerusalém, e educando estudantes rabínicos, cantoriais e de educação norte-americanos para construir pontes de responsabilidade mútua com os judeus mundiais.

## Vida pessoal
Rehfeld nasceu em Baltimore, MD, e passou sua infância criada em Ventnor, NJ. Sua mãe, Beverly Rehfeld, uma talentosa profissional de Relações Públicas, foi a fundadora do Conselho de Cidadãos para o Meio Ambiente do Condado de Atlantic. Seu pai, R. Rex Rehfeld, foi oficial militar de carreira, servindo como capitão do Exército dos EUA durante a Guerra da Coréia de 1950 a 1951. Ele renunciou ao cargo de Major em 1963 e foi consultor de investimentos até sua aposentadoria em 2015. Sua madrasta, Ruth Wolf Rehfeld, (falecida em 2003) nasceu em Aachen, Alemanha, e fugiu com sua família imediata em 1939, perdendo a maioria de seus outros parentes para os campos de concentração. Ela foi uma líder na comunidade cívica e judaica de Baltimore, atuando como diretora fundadora da corporação Northwest Baltimore e fundadora do Baltimore BLEWS, um grupo que promove o diálogo entre negros e judeus.
Rehfeld é casado com a Dra. Miggie Greenberg e eles têm dois filhos.

## Publicações selecionadas
2017. "On Representing". Journal of Political Philosophy. (Peer reviewed article) June.
2018. "Representation and the US Constitution". In, Cambridge Companion to the US Constitution. Karen Oren and John Chapman, Eds. New York: Cambridge University Press. (Book chapter)
2011 "The Child as Democratic Citizen". Annals of the American Academy of Political and Social Science (Vol. 633, January 2011)
2010 "Offensive Political Theory Perspectives on Politics. Vol. 8. June. 465–486 
2008 "Jephthah, the Hebrew Bible, and John Locke's Second Treatise on Government". Hebraic Political Studies (3:1 Winter 2008)
2005 The Concept of Constituency: Political Representation, Democratic Legitimacy and Institutional Design. (Cambridge: Cambridge University Press 2005)

## Discursos, escritos e vídeos adicionais
http://huc.edu/about/presidents-office/president-rehfelds-speecheswritings